# Animula
Animula is een geslacht van vlinders van de familie zakjesdragers (Psychidae).

## Soorten
- A. basalis Heylaerts, 1884
- A. dichroa Herrich-Schäffer, 1856
- A. limpia Dognin, 1894
- A. microptera (Schaus, 1906)
- A. seitzi (Gaede, 1936)